# Vidonje
Vidonje falu Horvátországban, Dubrovnik-Neretva megyében. Közigazgatásilag Zažablje községhez tartozik.

## Fekvése
Makarskától légvonalban 61, közúton 90 km-re délkeletre, Pločétől légvonalban 19, közúton 38 km-re délkeletre, községközpontjától 3 km-re délkeletre a hercegovinai határ közelében, a Žaba és Osoja nevű hegyek közötti völgyben fekszik. Határa teljes egészében hegyes.

## Története
A település területe már ősidők óta lakottak volt, melyet az itt található 106 illír halomsír is bizonyít. Halomsírok találhatók többek között a falu határához tartozó Kalunišćén, a Szent Liberan kápolna körül, Mala- és Velika Ogradán, Ružine Njivén, Goračićin, Žabán, Galovićin és Plitki Dolinén. A halomsírok között valószínűleg vannak olyanok is, melyek még a bronzkorban, jóval az illírek betelepülése előtt keletkeztek. A települések védelmére épített ősi várakból négynek a maradványai maradtak fenn. Illír vármaradványok találhatók a Vidonje határához tartozó Sredimir, Galovići és Sv. Liberan nevű magaslatokon. A római uralom idején az 1. században a község területén kisebb települések voltak. A horvátok ősei a 7. – 8. században foglalták el ezt a területet. Az ő középkori jelenlétükről néhány fennmaradt sírkő tanúskodik. Ilyen 14. – 15. századi sírkövek találhatók a település területén is. A község területét már 1482 előtt elfoglalta a török és egészen 1694-ig török uralom alatt állt. A török uralom idején is folyamatosan éltek itt horvátok, melyet a Keresztelő Szent János templom 1616-ban történt felépítése is bizonyít.
A török alóli felszabadítás után 1694-től két hullámban a szomszédos Hercegovinából érkezett horvát ajkú lakosság telepedett itt le. Az első hullám közvetlenül 1694 után, a második nagyobb hullám az ún. kis háború (1714-1718) idején érkezett. Ekkor alakultak ki a község mai települései, melyek 1720-ig a slivno ravnoi plébániához tartoztak. Ekkor alapította meg Nikola Bijanković püspök az önálló vidonjei plébániát, melyhez Mlinište is tartozott. A velencei uralomnak 1797-ben vége szakadt és osztrák csapatok vonultak be Dalmáciába. 1806-ban az osztrákokat legyőző franciák uralma alá került, de Napóleon lipcsei veresége után 1813-ban újra az osztrákoké lett. A településnek 1857-ben 518, 1910-ben 515 lakosa volt. 1918-ban az új szerb-horvát-szlovén állam, majd később Jugoszlávia része lett.
A második világháború idején a Független Horvát Állam része volt. A háború után a szocialista Jugoszlávia része lett. A nehéz életkörülmények a község falvainak fokozatos csökkenéséhez vezettek. Különösen érvényes ez a hegyi településekre, így Vidonjére is. Sokan vándoroltak ki a Neretva völgyébe, Metkovićra, de a világ számos részére is. 1992-ben megalakult Zažablje, az ország egyik legfiatalabb községe, melynek Vidonje is a része lett. A településnek 2011-ben mindössze egy állandó lakosa volt.

## Népesség
| Lakosság változása | Lakosság változása | Lakosság változása | Lakosság változása | Lakosság változása | Lakosság változása | Lakosság változása | Lakosság változása | Lakosság változása | Lakosság változása | Lakosság változása | Lakosság változása | Lakosság változása | Lakosság változása | Lakosság változása | Lakosság változása |
| ------------------ | ------------------ | ------------------ | ------------------ | ------------------ | ------------------ | ------------------ | ------------------ | ------------------ | ------------------ | ------------------ | ------------------ | ------------------ | ------------------ | ------------------ | ------------------ |
| 1857               | 1869               | 1880               | 1890               | 1900               | 1910               | 1921               | 1931               | 1948               | 1953               | 1961               | 1971               | 1981               | 1991               | 2001               | 2011               |
| 518                | 602                | 310                | 361                | 467                | 515                | 826                | 760                | 393                | 320                | 82                 | 117                | 8                  | 7                  | 2                  | 1                  |

(1991-ben területe Mlinište kiválásával csökkent, melynek lakosságát az 1857-es, 1869-es, 1921-es és 1931-es adat tartalmazza. 1991-ben a területe annak a területnek a kiválásával is csökkent, melyet Metković városához csatoltak és amelynek lakosságát az 1857-es, 1869-es, 1921-es és 1931-es adat ugyancsak tartalmazza. 1857-ben, 1869-ben, 1921-ben és 1931-ben az adatok Mislina, 1857-ben, 1869-ben és 1921-ben pedig Badžula lakosságát is tartalmazzák.)

## Nevezetességei
- Keresztelő Szent János tiszteletére szentelt régi plébániatemploma amint az az oldalbejáratnál látható kőtáblán is olvasható a török uralom idejében 1616-ban épült faragott kövekből. A templom egyhajós, boltozott, román stílusú épület, falai több mint egy méter vastagok. Egykor kőlapokkal volt befedve. Homlokzatán nyolcágú rozetta, felül pedig három harang számára kialakított nyitott harangtorony látható. Hosszúsága az apszissal együtt 13 és fél, szélessége 4 és fél méter. A templom előtt egykor narthex állt. 1959-ben a templomot átépítették. Ekkor bontották el a narthexet és a templomot ennek hosszúságában hosszabbították meg. A homlokzat is ekkor kapta mai formáját és ekkor épült a ma látható beton harangtorony is. A márvány főoltárt egy lépcsőfokra építették rá, szentségtartója változatlan maradt. A rajta álló Jézus-szobor 1905-ből, a Keresztelő Szent János-szobor 1904-ből származik. A mellékoltárt is átépítették, a rakta látható kép a rózsafüzért nyújtó Boldogasszonnyal Filippo Naldi mester munkája 1770-ből. A képet restaurálása után a plébánia épületében helyezték el.
- A vidonjei régi plébániaháznál álló Nagyboldogasszony kápolnát 1904-ben építették faragott kövekből. 1952-ig, amíg a plébánosok Vidonjén laktak ez volt a házi kápolnájuk. A homlokzat feletti harangtoronyban egy harang található. A plébánosok távozása után használaton kívül maradt, ma már csak a falai állnak.
- A gomilai Szent Liberan kápolnát 1861-ben építették faragott kövekből. Az egyik homlokzaton látható felirat szerint építése már 1848-ban Stjepan Jeličić plébános idejében elkezdődött, aki 1850-ben elhunyt, így munkáját utóda Mijo Jerčić fejezte be. A kápolnát 1959. július 14-én hajnalban néhány kommunista befolyás alatt állt helyi fiatal meggyalázta. Szent Liberan szobrát darabokra törték. E tett által magukat fenyegetve érző hívek ezután egy időre elhagyták a kápolnát. Ugyanakkor a cselekedet ellenlépéseket is váltott ki, melyek során a kápolnát felújították, falait belülről kifugázták. 1961-ben a szent ünnepén elhelyezték új szobrát, mely előtt az első vidonjei pap mondta el újmiséjét. Az utóbbi időben kápolnáig Vidonjén át a hercegovinai határig vezető út épült, így az már gépkocsival is megközelíthetővé vált.
- A nebušniki Szent Mihály kápolnát 1919-ben építették 1997-ben kővel burkolták és környezetét rendezték.
- A falu területén összesen 106, történelem előtti, feltehetően illír eredetű halomsír található.
- Illír várak romjai találhatók a falu határában levő a Sredimir, Galovići és a Sv. Liberan nevű magaslatokon.